# Waziristán del Norte

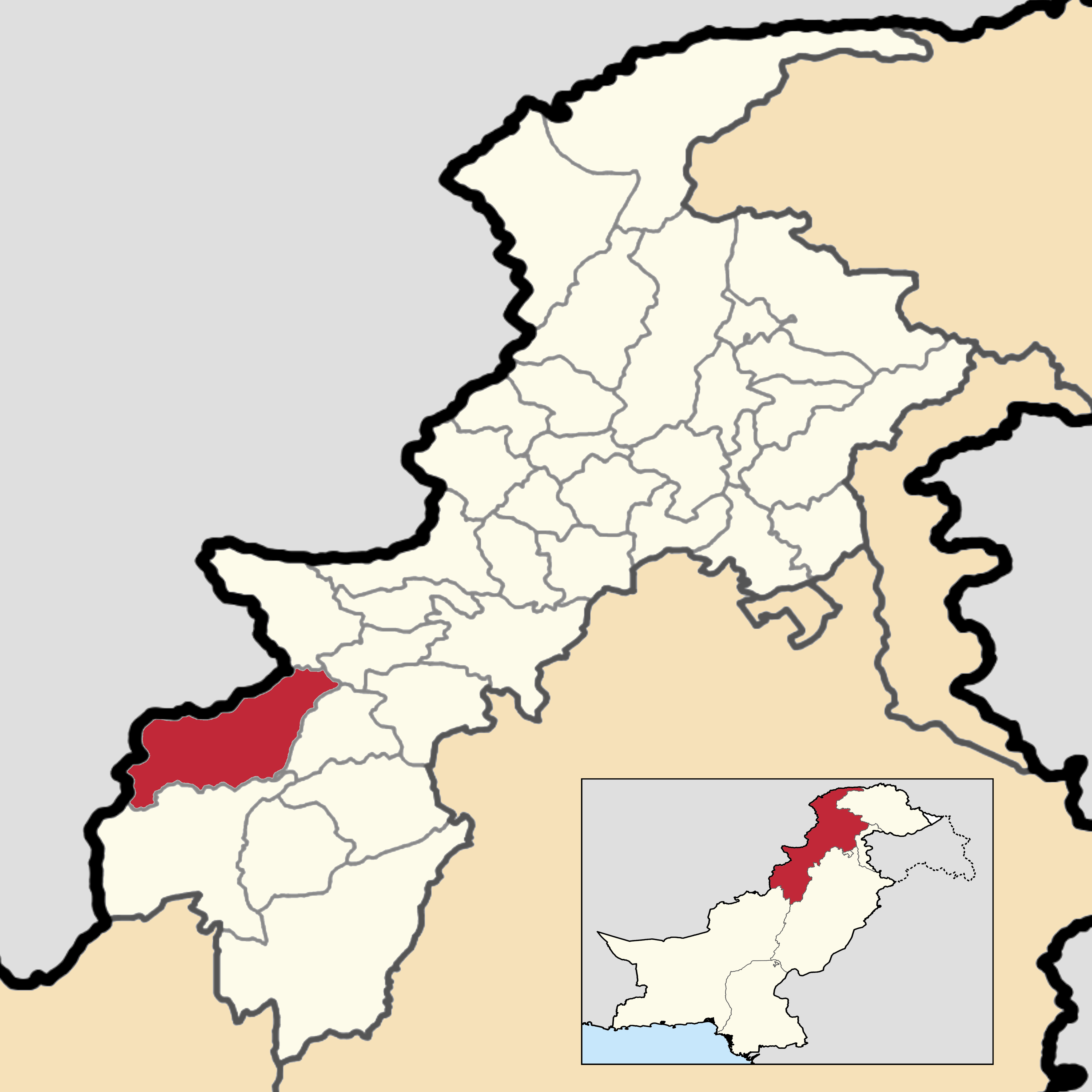
Distrito de Waziristán del Norte dentro de la provincia de Jaiber Pastunjuá.

Waziristán del Norte (urdu: شمالی وزیرستان), es la parte norte de Waziristán, región de Pakistán que limita al noroeste con Afganistán, al sur con Waziristán del Sur y al este con la región de Peshawar. Su capital es la ciudad de Miranshah.

## Historia
El país fue anexionado por los británicos en 1893, tras el acuerdo con el emir de Afganistán (a lo cual siguió la delimitación entre 1894 y 1895). Hasta entonces fue un territorio tribal independiente, aunque nominalmente afgano. 
Los británicos necesitaron gran número de expediciones entre 1860 y 1945. El territorio se constituyó después de 1893, con una superficie de 5.982 km², y comprendió cuatro valles: el Bajo Kurram al norte, el Kaitu, el Daur y el Khaisora al sur. Entre el Kaitu y Tochi está la comarca de Sheratulla y al norte de Miram Shah, la de Dande. Los wazir pertenecen al grupo darwesh khel divididos en utmanzais y ahmadzaï y subdivididas en clanes; los daur pidieron el protectorado británico en 1894 debido a los ataques de los wazir y su territorio pasó bajo control directo del Imperio británico, mientras el resto quedó bajo control político.
En 1897 los británicos enviaron tropas desde Datta Khel para reforzar el cobro de una multa impuesta al pueblo maizar, pero los habitantes los atacaron por sorpresa y mataron a cinco oficiales y algunos soldados; entonces se enviaron más tropas para castigar la acción, con lo que devastaron el territorio. Finalmente los darwesh khel se sometieron y en algunas revueltas que siguieron las sostuvieron a distancia, pero no detuvieron sus expediciones de saqueo. 
Por unos años el territorio entre Thai y el Tochi el bajo Khurram permaneció un terreno inaccesible para los británicos, donde se refugiaban todos los perseguidos por el imperio. En 1902 unas columnas británicas entraron en la zona desde Tochi, Bannu y Tai. Los habitantes de la región ofrecieron poca resistencia excepto en Gumatti. Todas las torres fueron derribadas y no se permitió su reconstrucción.

## Geografía y demografía
Tiene una superficie de 5085 km² y, según datos de 1998, una población estimada de 361 246 habitantes. 
La montaña más alta es el Shuidar (unos 3.400 metros) al oeste en el valle de Khaisora. La población es en su gran mayoría waziri y habla un dialecto del pastún, llamado wazirwola (وزیر واله) o waziri (وزیري). El resto son pastunes y daurs (en el valle de Daur).